# Stelis eugenii
Stelis eugenii är en orkidéart som beskrevs av Rudolf Schlechter. Stelis eugenii ingår i släktet Stelis och familjen orkidéer. Inga underarter finns listade i Catalogue of Life.